# الکساندر-امیل بگویه دو شانکورتوآ
الکساندر-امیل بگویه دو شانکورتوآ (فرانسوی: Alexandre-Émile Béguyer de Chancourtois‎؛ ۲۰ ژانویه ۱۸۲۰ – ۱۴ نوامبر ۱۸۸۶) زمین‌شناس و کانی‌شناس فرانسوی و اولین کسی بود که در سال ۱۸۶۲ عناصر شیمیایی را از روی وزن اتمی آنها مرتب کرد. دو شانکورتوآ فقط مقاله‌ای در این مورد منتشر کرد ولی جدول واقعی خود را با آرایش نامنظم منتشر نکرد. گرچه انتشار مقاله‌اش قابل توجه بود ولی شیمیدان‌ها به آن توجهی نشان ندادند چون با اصطلاحات زمین‌شناسی نوشته شده بود. جدول دمیتری مندلیف که در سال۱۸۶۹ منتشر شد بسیار مورد توجه قرار گرفت. دو شانکورتوآ در مدرسه عالی معدن استاد اکتشاف معدن و بعدها زمین‌شناسی بود. او بازرس معادن پاریس هم بود، و به طور گسترده‌ای مسولیت اجرای بسیاری از قوانین مربوط به امنیت معادن و دیگر قوانین را به عهده داشت.